# Heterophyllium acunae
Heterophyllium acunae är en bladmossart som beskrevs av Thériot 1941. Heterophyllium acunae ingår i släktet Heterophyllium och familjen Sematophyllaceae. Inga underarter finns listade i Catalogue of Life.